# Donja Šušaja
Shoshajë e Poshtme   (en albanais) (en serbe cyrillique : Доња Шушаја ;  est un village de Serbie situé dans la municipalité de Preševo, district de Pčinja. En 2002, il comptait 342 habitants, dont 341 Albanais (99,70 %).
Le village de Shoshajë e Poshtme, situé dans la vallée de Preševo, a été fondé en 1880 par une famille noble albanaise connue sous le nom de Reka-Fondaj ; elle venait du village de Masurica qui fait maintenant partie de la ville de Surdulica. Selon le bureau de l'immigration à Belgrade les derniers habitants serbes de ce village l'ont quitté en 1968[réf. nécessaire].
En septembre 2011, l'assemblée des députés albanais de Preševo, Bujanovac et Medveđa a incité les Albanais de Serbie à boycotter le recensement prévu pour le mois d'octobre de cette année-là ; de ce fait, aucun chiffre de population n'a été communiqué pour les localités de la municipalité de Preševo.

## Démographie
| 1948 | 1953 | 1961 | 1971 | 1981 | 1991 | 2002 |
| ---- | ---- | ---- | ---- | ---- | ---- | ---- |
| 196  | 237  | 235  | 235  | 286  | 310  | 342  |

|  |